# Никифор Фока Старший
Никифор Фока Старший (IX век, Каппадокия — 890-е, Византий, Стамбул) — византийский полководец конца IX века из семьи Фок. Он воевал на юге Италии, где его победы заложили основу для катепаната Италии и привели к успешным походам против арабов и болгарского царя Симеона.

## Биография
Никифор был сыном основателя семьи Фок, турмарха из Каппадокии по имени Фока.
Никифор начал свою военную карьеру во время правления императора Василия I, который правил в 867—886 годах. Вероятно, в то же время, когда его отец был назначен на должность турмарха (ок. 872). Первоначально Никифор был назначен в караульный корпус и, возможно, участвовал в кампании Василия против Самосаты в 873 году. Вскоре после этого, во всяком случае до 878 года, Никифор был повышен до звания протостратора и стратега фемы Харсиан.

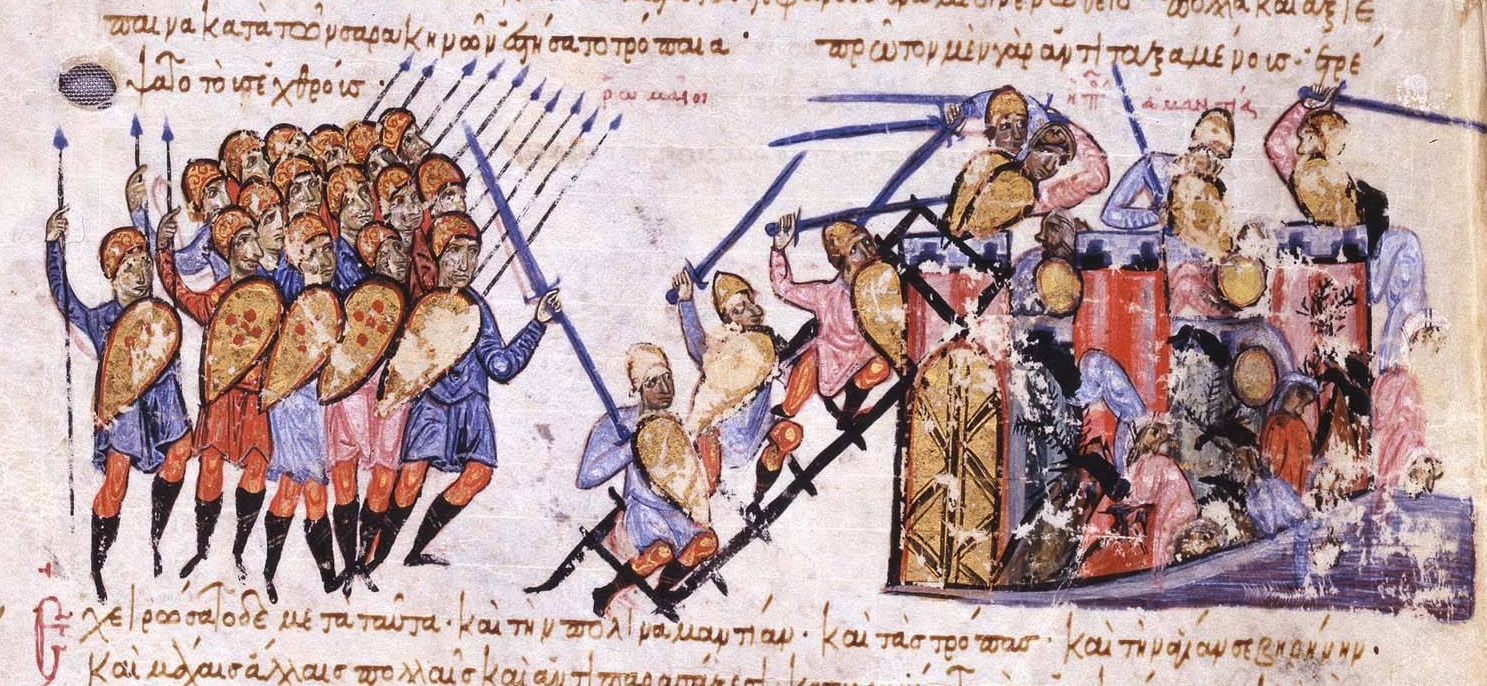
Византийские войска под командованием Никифора Фоки захватывают город Амантеа в Италии. Мадридский Скилица.

Никифор сделал себе имя как моностратег в войнах против арабов на юге Италии; на этот пост он был назначен в конце 885 года или после вступления на престол Льва VI Мудрого в июле 886 года. Он командовал силами нескольких западных фем (Фракия, Македония, Кефалления, Лонгобардия и Калабрия) до того, как его отзывали в Константинополь, вероятно, в 887 году. В качестве награды за его успехи в Италии он был повышен до патрикия и назначен на должность доместика схол, по сути главнокомандующего византийской армии.
Мало что известно о его деятельности в течение следующих нескольких лет и до начала войны с Болгарией в 894 году. Недатированный отчёт об успешном набеге на арабские земли Киликии во главе с Никифором, вероятно, относится к этому периоду. В 895 году он был отправлен во главе большой армии против болгар. Неясно, участвовал ли Никифор в сражении с болгарами, поскольку спровоцированное византийцами вторжение мадьяр с севера и военные действия византийского флота на Дунае заставили болгарского царя Симеона просить перемирия; византийцы отступили.
Это последняя кампания, связанная с Никифором Фокой. Некоторые летописцы сообщают, что он умер в 895/896 году. Его смерть побудила Симеона возобновить военные действия, что привело к сокрушительному поражению в битве при Булгарофигоне. Более поздняя хроника Продолжателя Феофанаа сообщает другую историю, согласно которой Никифор был опозорен и уволен после отказа от предложения о брачном союзе с дочерью могущественного Стилиана Заутцы. Затем Никифор был назначен стратегом Фракийской фемы. Он погиб приблизительно в 900 году, сражаясь против арабов. Эта версия оспаривается современными историками.
По общему мнению, Никифор Фока был талантливым военачальником. Лев VI хвалит свои военные таланты в своей «Тактике»; ему приписывают изобретение оружия для борьбы с кавалерией во время его кампании против болгар, состоящей из заостренного кола, вонзённого в землю.
Никифор был отцом Варды Фоки Старшего и Льва Фоки Старшего, оба из которых стали доместиками схол. Через Варду Никифор был дедом Никифора II Фоки, военачальника и императора в 963—969 годах, и Льва Фоки Младшего.